# Hemigymnochaeta varia
Hemigymnochaeta varia är en tvåvingeart som först beskrevs av Hough 1898.  Hemigymnochaeta varia ingår i släktet Hemigymnochaeta och familjen spyflugor. Inga underarter finns listade i Catalogue of Life.